# البرتو بيرتوشيللي
البرتو بيرتوشيللي (بالإيطالية: Alberto Bertuccelli)‏ لاعب كرة قدم إيطالي في مركز الدفاع (ولد عام 1924) لعب لنادي يوفنتوس ونادي روما . توفي عام 2002 في فياريدجو

## مسيرته الكروية
لعب البرتو بيرتوشيللي خلال مسيرته الاحترافية مع 3 أندية في تسعة مواسم وسجل خلالها هدفين أثنين ضمن 213 مباراة. ولم يفز بأي موسم بالكأس وفاز في موسمين بالدوري.
خاض البرتو بيرتوشيللي مسيرته مع نادي لوكيزي في موسم 1946–47 واستمر معه طيلة ثلاثة مواسم، مشاركًا في 63 مباراة ولم يسجل أي هدف. ثم انتقل إلى نادي يوفنتوس في موسم 1949–50 ليلعب معه خمسة مواسم، حيث شارك في 144 مباراة سجل خلالها هدفين. لينتقل بعدها إلى نادي روما في موسم 1954–55 لمدة موسم واحد، مشاركًا في 6 مباريات ولم يسجل أي هدف.

## روابط خارجية
- البرتو بيرتوشيللي على موقع قاعدة بيانات كرة القدم.إي يو (الإنجليزية)
- البرتو بيرتوشيللي على موقع ناشيونال فوتبول تيمز (الإنجليزية)
- البرتو بيرتوشيللي على موقع عالم كرة القدم.نت (الإنجليزية)